# Howchiniopsis
Howchiniopsis es un género de foraminífero bentónico considerado un sinónimo posterior de Vissariotaxis de la familia Pseudotaxidae, de la superfamilia Tetrataxoidea, del suborden Fusulinina y del orden Fusulinida. Su especie tipo era Monotaxis exilis. Su rango cronoestratigráfico abarca el Mississippiense (Carbonífero superior).

## Discusión
Clasificaciones más recientes incluirían Howchiniopsis en el suborden Endothyrina, del orden Endothyrida, de la subclase Fusulinana y de la clase Fusulinata.

## Clasificación
Howchiniopsis incluía a las siguientes especies:
- Howchiniopsis exilis †, aceptado como Vissariotaxis exilis